# Nephodia albinigra
Nephodia albinigra är en fjärilsart som beskrevs av W. Warren 1897. Nephodia albinigra ingår i släktet Nephodia och familjen mätare. Inga underarter finns listade i Catalogue of Life.